# Max Kurzweil

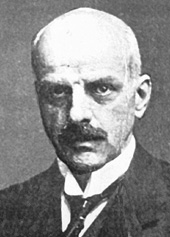
Max Kurzweil

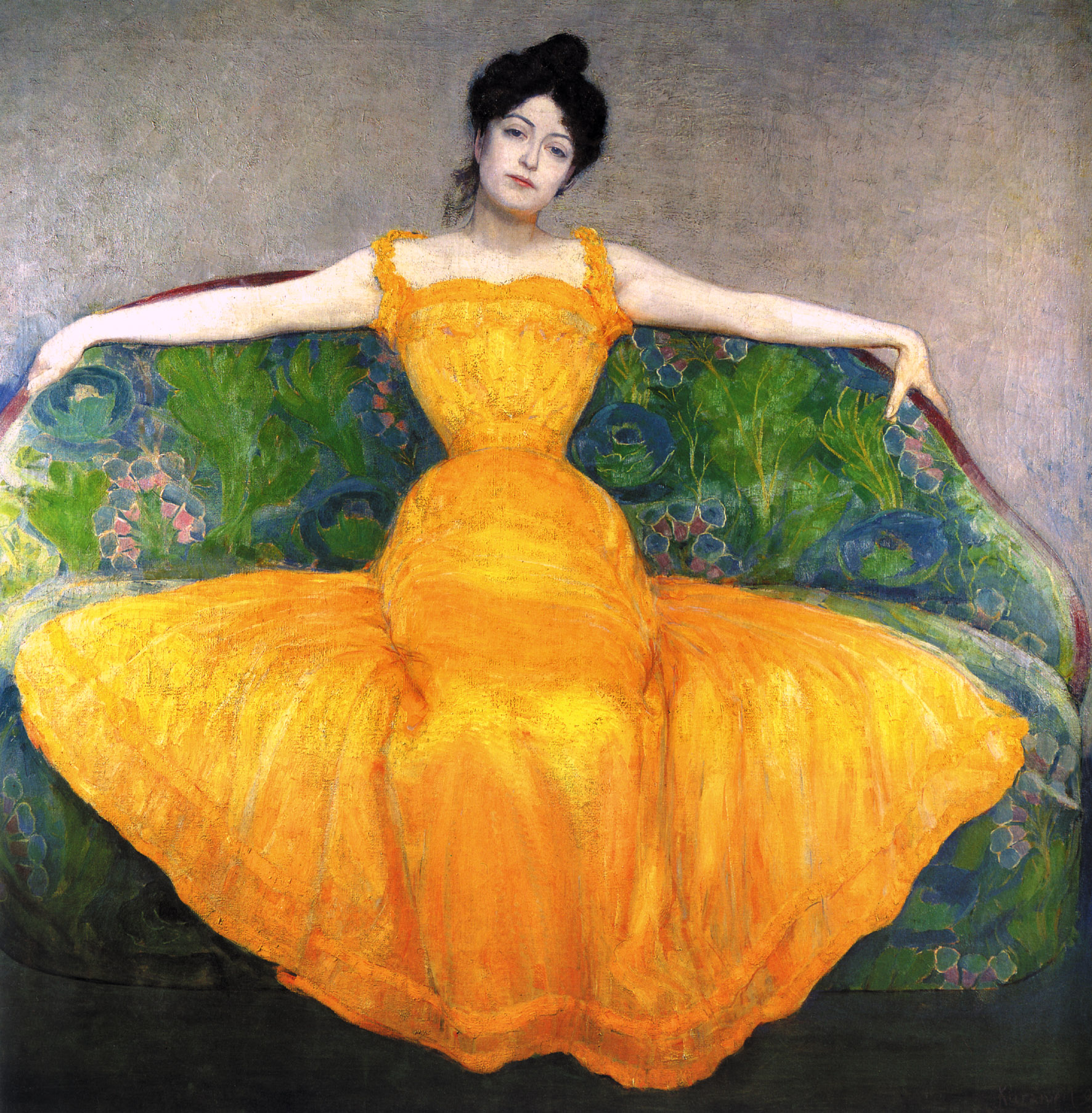
Die Dame in Gelb (Wien Museum), 1899

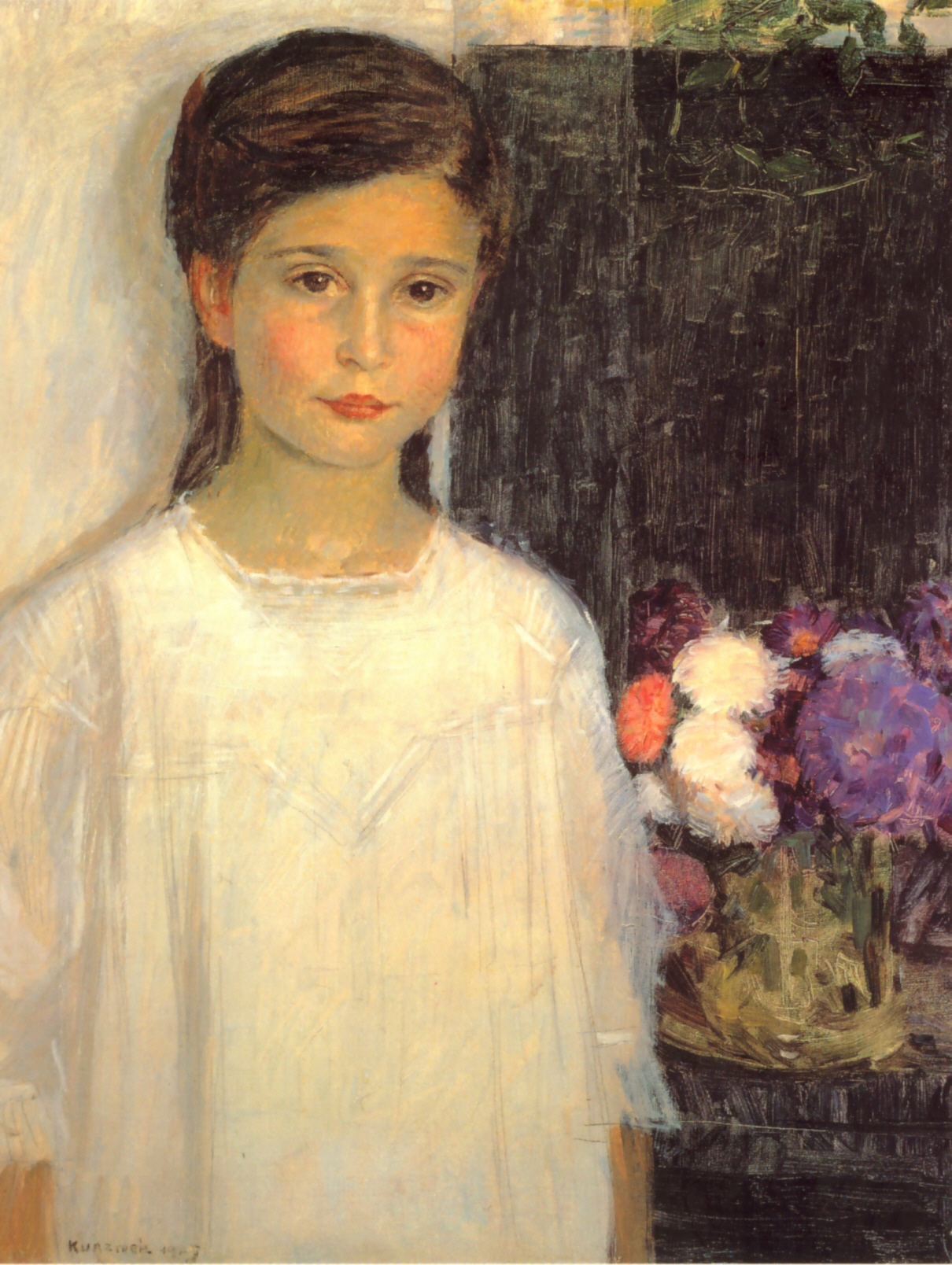
Max Kurzweil, Mira Bauer (Wien, Österreichische Galerie), 1908

Maximilian Kurzweil (* 12. Oktober 1867 in Bisenz, Mähren; † 9. Mai 1916 in Wien) war ein österreichischer Maler und Grafiker des Jugendstils.

## Leben
Maximilian Viktor Zdenko Franz Marie Kurzweil war der Sohn des Fabrikbesitzers Karl Kurzweil und dessen Gattin Maria Marterer und wurde am 12. oder 13. Oktober 1867 in Bisenz geboren. 1879 zog er mit der Familie nach Wien und besuchte dort das Schottengymnasium. Er studierte von 1886 bis 1895 an der Akademie der bildenden Künste Wien bei Christian Griepenkerl (1886–1888), Leopold Carl Müller (1890–1891) und Casimir Pochwalski (1894–1895).
Ab 1891 verbrachte er einen Großteil seiner Zeit in Frankreich, wo er 1895 seine Frau Marie-Josephine Marthe Guyot heiratete, die Tochter des Vizebürgermeisters von Concarneau in der Bretagne.
1895 wurde er ins Wiener Künstlerhaus aufgenommen, erhielt 1896 die kleine goldene Staatsmedaille und war 1897 Gründungsmitglied der Wiener Secession. Dort war er einer der eifrigsten Mitarbeiter, auch bei der Zeitschrift Ver Sacrum, legte seine Mitgliedschaft aber 1903 wieder zurück. 1905 war er einer der ersten Villa-Romana-Preisträger.
Ab 1909 unterrichtete Kurzweil an der Kunstschule für Frauen und Mädchen Zeichnen und Malen. Während des Ersten Weltkrieges wurde er teilweise als Kriegsmaler in Mähren eingesetzt.  Um 1915 malte Kurzweil ein Porträt seiner Schülerin Helene Heger. 1916 ging er „als Konsequenz persönlicher Umstände und einer ihm wesenseigenen Melancholie zusammen mit seiner Schülerin Helene Heger in den Tod“.
Er wurde auf dem Hütteldorfer Friedhof in der nun ehrenhalber gewidmeten Familiengruft beigesetzt (Gruppe 1, Nr. G21).

## Werke
Kurzweil war Vertreter des Wiener Jugendstils, wandte sich aber später unter dem Einfluss von Edvard Munch und Ferdinand Hodler mehr und mehr dem Symbolismus zu.
- Ein lieber Besuch (Wien privat), 1894, Öl auf Karton, 24,5 × 30,5 cm
- Dame in Gelb (Wien Museum, Inv. Nr. 117.376), 1899, Öl auf Leinwand
- Der Brief II (San Francisco, Fine Arts Museum), um 1900, Lithographie, 19,5 × 22 cm
- Der Polster (Sydney, Art Gallery of New South Wales), 1903, Farbholzschnitt, 28,6 × 26 cm
- Secession XVII. Ausstellung (Plakat), 1903, Farblithographie, 189 × 63,5 cm
- Dame in Violett (Bildnis der Gattin Martha); Linz, Oberösterreichisches Landesmuseum, Schenkung Kastner, um 1905, Öl auf Leinwand, 100 × 70 cm
- Mira Bauer (Wien, Österreichische Galerie Belvedere), 1908, Öl auf Leinwand, 66 × 52,5 cm
- Bettina Bauer (Wien, Österreichische Galerie Belvedere), 1908, Öl auf Leinwand, 66 × 52 cm
- Landschaft mit Salzstein (Colorado, USA, privat), ca. 1910, Aquarelle, 30 × 42,5 cm